# Lopašov
Lopašov (Hongaars: Felsőlopassó) is een Slowaakse gemeente in de regio Trnava, en maakt deel uit van het district Skalica.
Lopašov telt 287 inwoners.